# L'angelo ubriaco
L'angelo ubriaco (醉いどれ天使?, Yoidore tenshi) è un film del 1948 diretto da Akira Kurosawa e interpretato da Takashi Shimura e da un esordiente Toshirō Mifune, che grazie a questo ruolo si svelò al pubblico nazionale.
La sceneggiatura, curata dallo stesso Kurosawa e da Keinosuke Uekusa, si basa su un insolito rapporto che si sviluppa tra un giovane criminale malato di tubercolosi e un medico di sani principi ma dedito all'alcolismo.
Proiettato per la prima volta nell'aprile del 1948, il film è caratterizzato da un'accentuata vena noir e da una carica espressiva richiamante molto gli stilemi classici del neorealismo italiano, ed è considerato uno dei migliori di Kurosawa, che si affermò all'epoca come uno dei più talentuosi registi giapponesi.

## Trama
Tokyo, fine della seconda guerra mondiale. Il gangster Matsunaga, rimasto ferito durante il "lavoro", va a farsi curare dal Dr. Sanada. Scopre così di avere la tubercolosi ma, troppo orgoglioso per ammetterlo, rifiuta l'aiuto del dottore, intenzionato a guarirlo. Il medico però non si dà per vinto e, nonostante le brutali reazioni dell'uomo riesce, dopo ostinati tentativi, a convincerlo a curarsi.
Nel frattempo, la giovane assistente del dottore cerca di nascondersi da Okada, il violento marito appena uscito di prigione (anch'egli facente parte dalla gang di Matsunaga), che la rivorrebbe con sé. Il boss yakuza, saputo della grave malattia di Matsunaga, decide di liquidarlo e di sostituirlo con Okada. A quel punto Matsunaga, deluso e furioso, affronta Okada per eliminarlo ma, causa anche la malattia che lo divora, durante lo scontro ha la peggio e viene ucciso.

## Produzione
(Akira Kurosawa)
L'idea originaria del film nacque da una proposta fatta a Kurosawa, l'idea era di riproporre un tema simile a un altro già utilizzato in un precedente film giapponese, il regista disse al riguardo: «Immediatamente dopo la fine della guerra, Yamamoto aveva fatto un film che si intitolava La nuova età dei pazzi, in cui si dipingevano le condizioni di vita in quei tempi di caos. La compagnia aveva fatto costruire per il film la vasta scenografia a cielo aperto di una via di commercianti in cui si svolgeva il mercato nero, e in seguito vennero a chiedermi se me ne volevo servire a mia volta per girarvi qualche cosa... lo volevo tratteggiare queste figure degli yakuza con un'intensità ancora maggiore di quella raggiunta da Yamamoto; prendere un bisturi e dissezionarne il sistema».
Da tempo il regista desiderava realizzare un film che trattasse la criminalità giapponese, così parlò del suo progetto con l'amico Keinosuke Uekusa che, avendo vissuto di persona in un ambiente malavitoso, provava addirittura un certo senso di simpatia per i gangster; pensiero non condiviso da Kurosawa, che difatti si scontrò più volte con il collega.
I due scrissero insieme il soggetto e la sceneggiatura e iniziarono ad abbozzare gli aspetti principali del protagonista del film, ossia un dottore con problemi d'alcolismo ma di forti principi etici e morali. Si basarono sulla figura reale di un medico alcolizzato, lavorante in un quartiere di Tokyo e amico d'infanzia dello stesso Uekusa. Per il ruolo fu scritturato Takashi Shimura, che aveva lavorato precedentemente in cinque film di Kurosawa. Studiarono poi un ruolo secondario, di contorno, che rappresentava un giovane gangster, e frequentarono vari ambienti criminali al fine di trovare un personaggio a cui ispirarsi. La parte fu destinata ad andare al giovane Toshirō Mifune, che partecipò così alla sua prima produzione importante, dando vita alla prima di una lunghissima serie di collaborazioni professionali con Kurosawa. Venne scelto grazie a un ottimo provino che stava facendo per un'altra pellicola; Kurosawa (che aveva assistito al provino) rimase talmente colpito dalla sua intensità e dal suo dinamismo nella recitazione che lo assunse all'istante. Il ruolo del protagonista assoluto era stato comunque concepito per Shimura, quello di Mifune doveva essere soltanto marginale, ma la sua caratterizzazione del personaggio convinse il regista a modificare la sceneggiatura e a promuoverlo al ruolo di coprotagonista. «Aveva una tale carica vitale, che esplodeva continuamente sullo schermo» affermò Kurosawa.
Kurosawa ammise che questo fu il suo primo film ad essere girato senza subire alcun impedimento esterno (chiaro riferimento alla censura dell'epoca). Il film venne girato e distribuito durante l'occupazione alleata in Giappone; per questo lo script del film venne esaminato da una commissione stabilita dal governo degli Stati Uniti con il compito di segnalare eventuali critiche nei film nei confronti degli alleati. Il film passò indenne alla censura, nonostante diverse scene mostrassero chiari riferimenti all'occupazione, motivo per cui il film fu per anni etichettato come "ostile":
- La scena iniziale in cui vengono mostrate alcune prostitute, le cosiddette pan pan, così soprannominate dai soldati americani che stanziavano in Giappone;[1]
- I vestiti e le capigliature di alcune donne assomigliavano molto a quelle occidentali;[1]
- La scena del ballo sulle note di Jungle Boogie (cantata da Shizuko Kasagi) aveva un certo gusto satirico nei confronti del jazz americano.[17]

## Colonna sonora
Le varie tracce della colonna sonora del film.
1. Janguru bugi (versione di Jungle Boogie), musica di Ryôichi Hattori, testo di Akira Kurosawa, esecuzione di Shizuko Kasagi
2. Kosame no uta, musica di Ryôichi Hattori, testo di Hachirô Satô
3. Minato ga mieru oka, testo di Tatsuzô Azuma
4. Mädchen, brav und treu, testo di Friedrich von Flotow
5. Hitogoroshi no uta, testo di Fumio Hayasaka
6. The Cuckoo Waltz, testo di J.E. Jonasson

## Distribuzione
Il film fu presentato al pubblico giapponese il 27 aprile del 1948, per essere poi esportato anni più tardi nei seguenti paesi:
- USA: Drunken Angel, 30 dicembre 1959
- Germania ovest: Engel der Verlorenen, 11 marzo 1963
- Svezia: Den berusade ängeln, 13 novembre 1969
- Italia: L'angelo ubriaco, 30 giugno 1984
- Finlandia: Juopunut enkeli, 1º ottobre 1989
- Francia: L'ange ivre, 6 febbraio 1991 - 27 settembre 2006

### Edizione italiana
Non particolarmente brillante è la versione italiana del film, che ha subìto rilevanti cambiamenti per quanto riguarda il comparto sonoro di alcune sequenze. Un dettaglio che compromette in parte la qualità della pellicola.

## Accoglienza

### Critica
L'angelo ubriaco fu un'opera spartiacque e segnò una svolta alla carriera di Kurosawa. Il film, grazie al suo particolare tema e al suo montaggio disarticolato, ruppe gli schemi del cinema giapponese di quegli anni, tanto da essere riconosciuto dai critici giapponesi la miglior pellicola del 1948. L'influenza che il film ebbe sul cinema in Giappone è paragonabile a quella di Ladri di biciclette in Europa, anche per lo stile che si avvicina molto a quello neorealistico del film di De Sica, formula che continuò a svilupparsi anche in altre opere notevoli del primo periodo di Kurosawa, quali Cane randagio e Vivere; entrambi considerati una sorta di Ladri di biciclette e Umberto D. giapponesi.
- Sul sito Rotten Tomatoes, L'angelo ubriaco detiene il 100% di giudizi positivi da parte dei critici, con una valutazione media di 7.5 / 10.[24]
- Il Dizionario Morandini assegna al film tre stelle e mezzo su cinque, elogiando le interpretazioni dei due protagonisti e definendolo "angosciante, stridente, implacabile, eppure soffuso di una luce di speranza..."[12][25]
- Il Dizionario Farinotti gli assegna tre stelle su cinque.[26]

## Riconoscimenti
- Kinema Junpo Awards: Miglior film[2][27]
- Mainichi Film Concours: Miglior film, Miglior fotografia e Miglior musica[2][27]

## Citazioni e riferimenti
- La sequenza in cui Matsunaga sogna un suo doppio che cerca di afferrarlo dall'interno di una bara, presenta una forte similitudine con una scena del film di Ingmar Bergman Il posto delle fragole, del 1957.[28]